# Пастаса (провинция)
Пастаса (на испански: Pastaza) е една от 24-те провинции на южноамериканската държава Еквадор. Разположена е в източната част на страната. Общата площ на провинцията е 29 325 км², а населението е 111 300 жители (по изчисления за 2019 г.). Провинцията е разделена на 4 кантона:
1. Арахуно
2. Мера
3. Пастаса
4. Санта Клара